# 利索韦 (哈尔科夫州)
50°6′17″N 35°21′39″E / 50.10472°N 35.36083°E

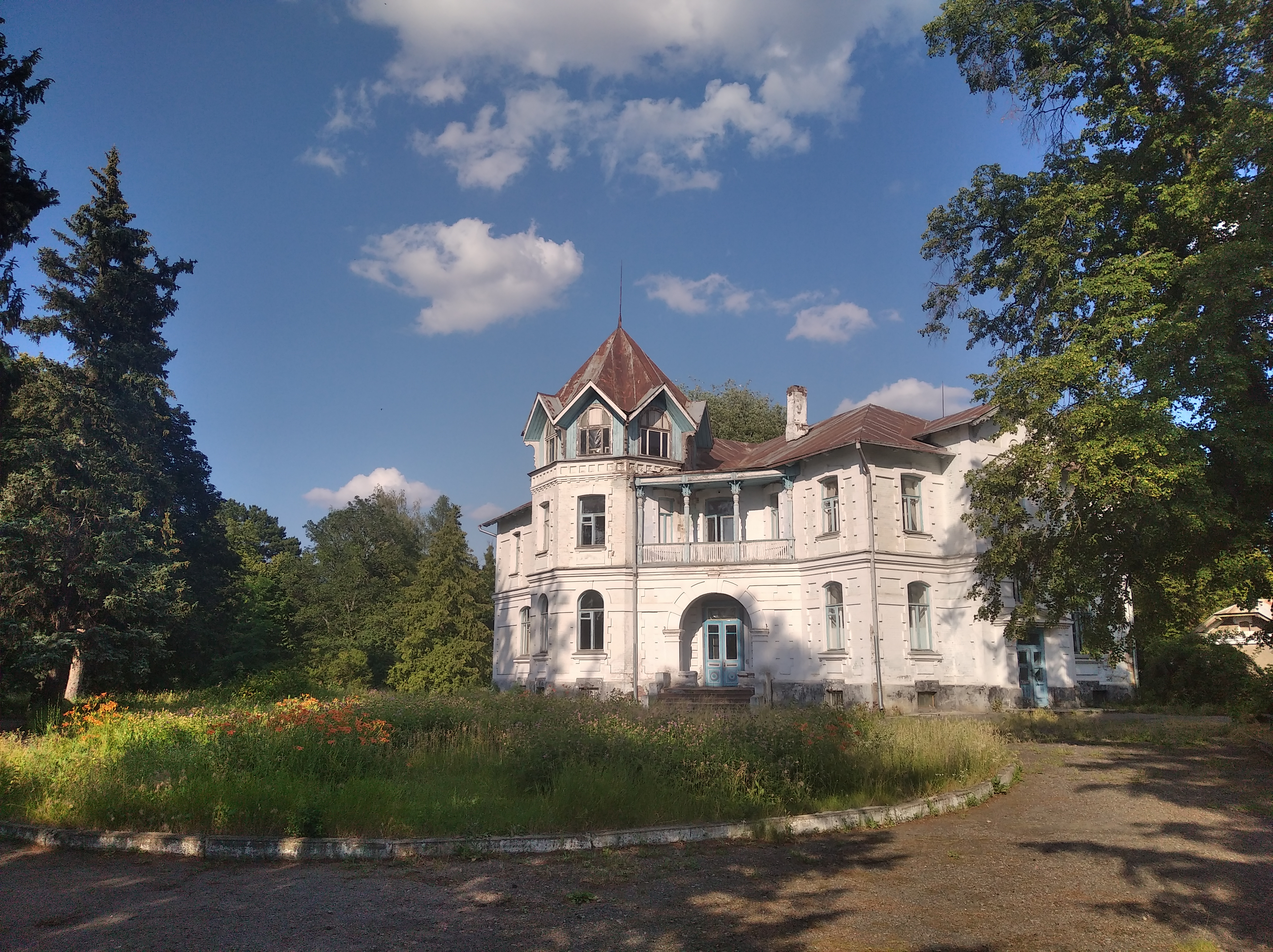
别墅建筑

利索韦（烏克蘭語：Лісове），2024年9月前名为佩爾武欣卡（烏克蘭語：Первухинка），是位於烏克蘭東部的村莊，由哈爾科夫州博霍杜希夫區的博霍杜希夫市鎮負責管轄。該村始建於1919年，面積0.97平方公里，海拔高度165米，2001年人口664，人口密度每平方公里685人。
2024年9月19日，乌克兰最高拉达将此村的名字改为利索韦。